# Molina de Segura
Molina de Segura település Spanyolországban, Murciában. Molina de Segura Murcia, Abarán, Alguazas, Las Torres de Cotillas, Lorquí, Archena, Ulea, Blanca és Fortuna községekkel határos. Lakosainak száma 77 493 fő (2024).

## Népesség
A település népessége az elmúlt években az alábbi módon változott:
| Lakosok száma | 46 252 | 52 588 | 59 365 | 64 065 | 67 382 | 68 775 | 70 344 | 71 890 | 74 762 | 77 493 |
|               | 2001   | 2004   | 2007   | 2009   | 2012   | 2014   | 2017   | 2019   | 2022   | 2024   |